# John Dies at the End
John Dies at the End è un film del 2012 scritto e diretto da Don Coscarelli.
La pellicola è l'adattamento cinematografico del romanzo Alla fine John muore scritto da David Wong.

## Trama
C'è una nuova droga che promette un'esperienza extra-corporale ad ogni dose. La chiamano comunemente Salsa di Soia, e chi la usa attraversa il tempo e le dimensioni. Quando però fanno ritorno, alcuni non sono più umani. Si diffonde così, improvvisamente, una silenziosa invasione di creature extraterrestri, e l'umanità ha bisogno di un eroe. Ciò che ottiene, invece, sono John e David, due adolescenti che hanno abbandonato il college e che a malapena riescono a tenersi un lavoro.

## Produzione
Le riprese del film iniziano nell'ottobre 2010 e terminano nel febbraio 2011.

## Promozione
Il primo trailer del film viene pubblicato online il 29 settembre 2011.

## Distribuzione
Il film è stato presentato nel 2012 negli Stati Uniti d'America:
- al Sundance Film Festival il 23 gennaio;
- al San Francisco International Film Festival il 2 maggio.

Durante il 2012 viene presentato anche in altri festival:
- Toronto International Film Festival (15 settembre);
- Sitges - Festival internazionale del cinema fantastico della Catalogna (5 ottobre);
- Paris International Fantastic Film Festival (16 novembre);
- Festival internazionale del cinema di Mar del Plata (18 novembre).

La pellicola è uscita nelle sale americane il 25 gennaio 2013, mentre in quelle inglesi il 22 marzo.

## Accoglienza
Max Evry, critico di ComingSoon.net, posiziona il film all'ottavo posto dei migliori film del decennio 2010-2019.

## Riconoscimenti
- 2012 - Toronto International Film Festival
  - Terzo classificato per il Film preferito dal pubblico
- 2012 - Philadelphia Film Festival
  - Premio del pubblico
- 2012 - Chicago International Film Festival
  - Candidatura per il miglior film